# Pinelema wenyang
Espèce
Pinelema wenyang est une espèce d'araignées aranéomorphes de la famille des Telemidae.

## Distribution
Cette espèce est endémique du Guangxi en Chine,. Elle se rencontre dans la grotte Wenyang à Chongzuo.

## Description
Le mâle holotype mesure 1,33 mm et la femelle paratype 1,33 mm.

## Étymologie
Son nom d'espèce lui a été donné en référence au lieu de sa découverte, la grotte Wenyang.

## Publication originale
- Zhao, Yao, Song & Li, 2018 : Taxonomic study of the Pinelema bailongensis species group with descriptions of six new species from China (Araneae, Telemidae). ZooKeys, no 784, p. 7-57 (texte intégral).